# Cehia la Concursul Muzical Eurovision
Cehia participă la Concursul Muzical Eurovision începând cu anul 2007. În 2007, 2008 și 2009, Cehia nu a reușit să se califice în finală, terminând de fiecare dată pe ultimele două locuri din semifinale.Țara a renunțat în a mai participa după ce în 2009, reprezentanții lor Gipsy.cz nu au primit nici un punct în semifinală. Totuși, Cehia a hotărât să se întoarcă în 2012, ceea ce nu s-a întâmplat. Cehia s-a întors însă în 2015, dar nu a reușit să se califice nici de această dată în finală, clasându-se pe locul 13.

## Istoric
Pe timpul când era Cehoslovacia, Československá televize (ČST) a difuzat câteva ediții ale concursului între anii '60 și '70. După dizolvarea statului din 1993, partenerul Cehiei, Slovacia, a încercat imediat să intre în concurs, intrând de trei ori între anii 1994 și 1998, după ce au renunțat, revenind în 2009.

Televiziunea cehă, a vrut inițial să trimită o piesă în 2005,concurs desfășurat  la  Kiev, Ucraina, totuși nu s-a concretizat din diferite motive. ČT a dorit apoi să trimită un reprezentant în 2006 la Atena, Grecia,dar nu a mai trimis deoarece bănuiau că nu se vor califica în finală.

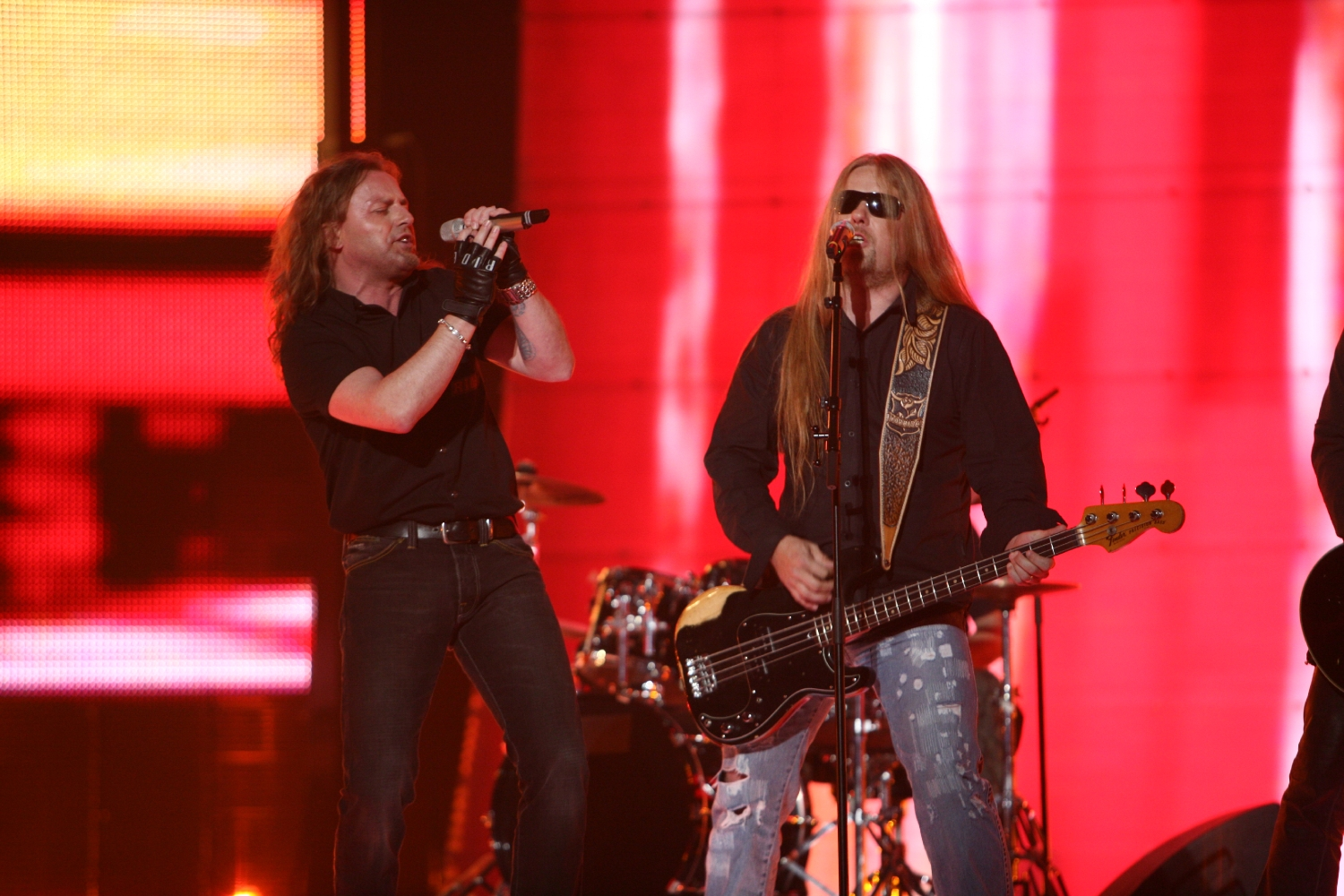
Kabát interpretand "Malá dáma" la Helsinki

### Debutul din 2007
In aprilie 2006 ČT confirma prezenta lor la concursul din 2007 la Helsinki, Finlanda.
ČT a desfasurat o finala nationala pentru a selecta prima piesa reprezentanta a tarii:Eurosong 2007, in care 10 tari aveau sa concureze, publicul votand pentru castigator prin SMS.Totusi, o piesa a renuntat in seara finalei, ramanand numai 9 tari in concurs.Castigatoarea a fost trupa de rock Kabát cu piesa "Malá dáma".In semifinala din 10 May 2007, Cehia a intrat a 16-a, dar a obtinut numai un punct(de la Estonia), esuand a se califica in finala.

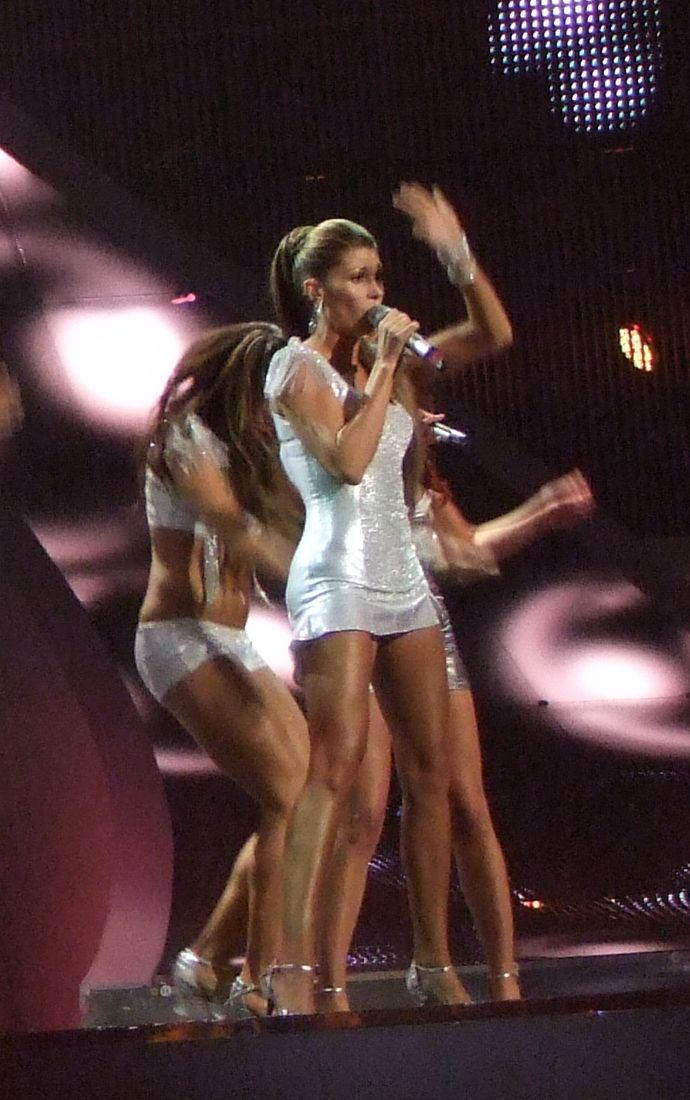
Tereza Kerndlová interpretand "Have Some Fun" la Belgrad

### 2008
Pentru concursul din 2008 de la Belgrad, Serbia, ČT , din nou, a realizat o finala nationala pentru a-si alege reprezentantul.10 piese au concurat pentru a reprezenta Cehia in Serbia, castigatorul Eurosong 2008 a fost Tereza Kerndlová cu "Have Some Fun".
La concurs, Cehia a concurat in semifinala 2 , intrand a 8-a si terminand pe locul 18 din 19 concurenti, obtinand 9 puncte: 1 punct de la Turcia si Malta, 2 puncte de la Croatia si 5 puncte de la Macedonia. Cehia rateaza din nou calificarea in finala.

### 2009
Desi s-a clasat aproape ultima , ČT si-a confirmat participarea la Concursul Muzical Eurovision 2009 din Moscova, Rusia.ČT a decis sa realizeze o selectie interna, iar publicul va vota ce melodie trebuie sa cante.Televiziunea nationala a ales, in ianuarie 2009 trupa Gipsy.cz.Trupa a concurat si in celelalte finale nationale din anii precedenti si s-a clasat in top 3. Doua melodii au fost prezentate publicului ceh pentru a vota si anume : "Aven Romale" si "Do You Wanna". Dupa 14 zile de vot, castigatoarea a fost "Aven Romale",ce il avea la voce pe  Radoslav Banga imbracat cu un costum de super-erou, Super Gypsy.
Trupa a intrat a doua in concurs in prima semifinala la data de 12 mai 2009, dar in urma votului acestia nu au primit nici un punct, in care 20 de tari au votat, devenind astfel a 16-a piesa din istorie de la introducerea sistemului de votare din 1975, in care o tara nu primeste nici un punct.

### Retragerea din 2010
Pe 22 iulie 2009 ČT anunta ca nu vor participa la  Concursul Muzical Eurovision 2010, afirmand o lipsa de interes a publicului ceh si o rata scazuta a showului.

### Revenirea din 2015
După o absență de 5 ani,Cehia a revenit la Concursul Muzical Eurovision 2015,cu reprezentații Marta Jandova și Vaclav Noid Barta care au interpretat melodia "Hope Never Dies".Aceștia au ocupat locul 13 din 17 locuri în a doua semifinală,cel mai bun loc după toate participările,chiar dacă nu a ajuns în finală.

## Participări
| An   | Gazda     | Artist                             | Titlu                | Finală | Puncte | Semi   | Puncte |
| ---- | --------- | ---------------------------------- | -------------------- | ------ | ------ | ------ | ------ |
| 2007 | Helsinki  | Kabát                              | Malá dáma            | X      | X      | 28     | 1      |
| 2008 | Belgrad   | Tereza Kerndlová                   | Have Some Fun        | X      | X      | 18     | 9      |
| 2009 | Moscova   | Gipsy.cz                           | Aven Romale          | X      | X      | 18     | 0      |
| 2015 | Viena     | Marta Jandova și Vaclav Noid Barta | Hope Never Dies      | X      | X      | 13     | 33     |
| 2016 | Stockholm | Gabriela Gunčíková                 | I Stand              | 25     | 41     | 9      | 161    |
| 2017 | Kiev      | Martina Bárta                      | "My Turn"            | X      | X      | 13     | 83     |
| 2018 | Lisabona  | Mikolas Josef                      | "Lie To Me"          | 6      | 281    | 3      | 232    |
| 2019 | Tel Avev  | Lake Malawi                        | "Friend of a Friend" | 11     | 157    | 2      | 242    |
| 2020 | Rotterdam | Benny Cristo                       | "Kemama"             | Anulat | Anulat | Anulat | Anulat |
| 2021 | Rotterdam | Benny Cristo                       | "Omaga"              | X      | X      | 15     | 23     |
| 2022 | Torino    | Domi                               | "We are"             | 22     | 38     | 4      | 227    |
| 2023 | Liverpool | Vesna                              | "My Sister's Crown"  | 10     | 129    | 4      | 110    |
| 2024 | Malmö     | Aiko                               | "Pedestal"           | X      | X      | 11     | 38     |
| 2025 | Basel     | Adonxs                             | "Kiss Kiss Goodbye"  | X      | X      | 12     | 29     |